# Application Protocol Data Unit
L’Application Protocol Data Units (APDU) è una sequenza formata da comandi che possono essere inviati da un'applicazione software del lettore alla smart card. Le specifiche di questo protocollo sono definite da ISO/IEC 7816.
Esistono due categorie di APDU: 
- comandi APDU: inviato dal lettore smart card alla SC che contiene obbligatoriamente 4 byte di header (CLA, INS, P1, P2) e di seguito da 0 a 255 byte dati.
- risposte APDU: inviata dalla Smart Card al lettore smart card che contiene da 0 a 65536 byte di dati e 2 byte riguardanti lo stato (SW1, SW2).

| CLA    | INS    | P1     | P2     | Lc   | Data | Le   |
| ------ | ------ | ------ | ------ | ---- | ---- | ---- |
| Header | Header | Header | Header | Body | Body | Body |